# Niagara (spel)

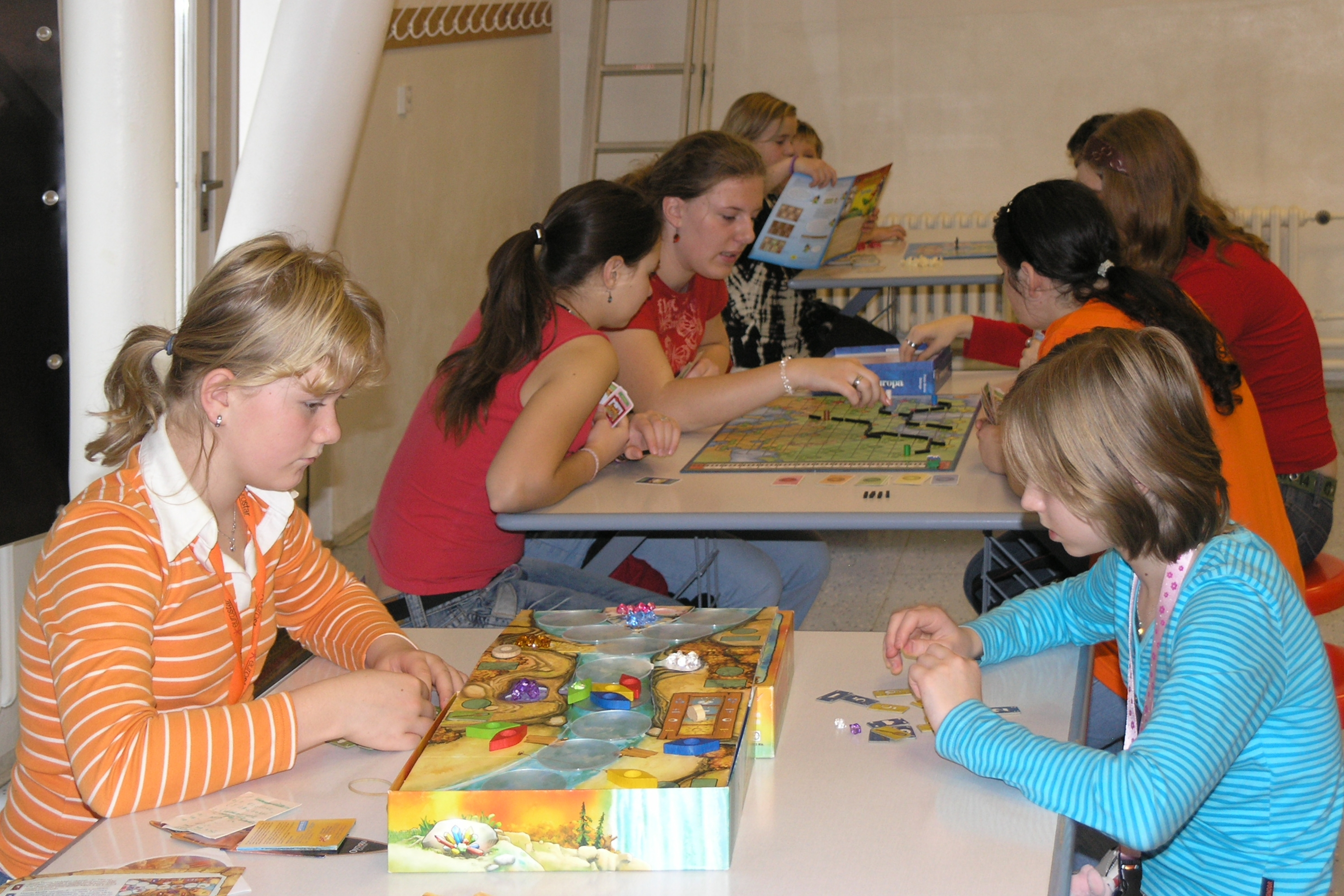
Niagara

Niagara är ett brädspel som ges ut av Zoch Verlag, Rio Grande Games och 999 Games. Första utgåvan är från 2004.
Spelarna gestaltar de äventyrare som i slutet av 1700-talet gav sig av för att leta efter de gömda skatter som Shawnee- och Iroquoisindianerna gömde för att få vita lycksökare på andra tankar än att expandera sina territorier. Den spelare som först hittar fem juveler i floden vinner. Spelplanen är just en flod som utmynnar i ett tredimensionellt vattenfall.